# Dendrobium violascens
Dendrobium violascens är en orkidéart som beskrevs av Johannes Jacobus Smith. Dendrobium violascens ingår i släktet Dendrobium, och familjen orkidéer. Inga underarter finns listade i Catalogue of Life.